# Senoprosopis
Senoprosopis is een geslacht van vliegen uit de familie van de roofvliegen (Asilidae). De wetenschappelijke naam is voor het eerst geldig gepubliceerd in 1838 door J. Macquart. Macquart beschreef tevens de nieuwe soort Senoprosopis diardii, die in Bengalen was verzameld door Pierre-Médard Diard en Alfred Duvaucel.

## Soorten
- S. beckeri Lewis, 1972
- S. diardii Macquart, 1838
- S. eureka Melander, 1949
- S. romeri Hull, 1958